# Bol gladkelkje
Bol gladkelkje (Leiocolea badensis) is een levermos behorend tot de trapmosfamilie (Lophoziaceae).

## Determinatie
De donkergroene, zelden lichtgroene, liggende planten zijn meestal minder dan 1 cm lang, tot ongeveer 1 mm breed en vormen platte matten. De zijbladeren hebben een cirkelvormige omtrek, vaak bolvormig en verdeeld in twee puntige lobben in het bovenste vijfde deel. De bladcellen zijn ongeveer 30–40 micrometer groot, de celhoeken zijn min of meer verdikt, het celoppervlak (cuticula) is glad tot fijn wratachtig. Onderbladen ontbreken. De soort is tweehuizig. Het perianth is peervormig, met een ingesprongen mond. Sporofyten zijn vaak aanwezig. Broedlichamen ontbreken.

### Gelijkende taxa
Verwarring met de veel erop lijkende, nog niet in Nederland bekende Leiocolea turbinata is goed mogelijk. De voorkeur voor kalkrijk substraat onderscheidt de soorten van het geslacht gladkelkje van de meeste andere soorten uit de trapmosfamilie.

## Ecologie
Het komt voor op kalkrijk en vochtig plaatsen, zoals beschaduwde kalkrotsen, leemgroeven, drooggevallen zandplaten en zandig-lemige paden. 

## Verspreiding
Het boreale-bergmos komt voor in Europa, Turkije, Iran, Siberië, Noord-Amerika en het Noordpoolgebied.
In Duitsland, Oostenrijk en Zwitserland komt het voornamelijk voor in de kalksteenbergen, wijdverspreid tot verspreid; in de silicaatgebieden en in de laaglanden is het zeldzaam of afwezig. In de Alpen stijgt het naar het alpiene hoogteniveau.
In Nederland komt bol gladkelkje uiterest zeldzaam voor. Het staat op de rode lijst in de categorie 'Gevoelig'. De helft van de opgaven stamt van na 1985. Of de toename van de soort werkelijkheid is zal de toekomst leren. Zeker is dat de soort op platen in het Deltagebied een nieuw milieu heeft gevonden. Het is een soort met een noordelijk areaal, dus met een warmer wordend klimaat zal een eventuele toename geen relatie hebben.

## Fotogalerij

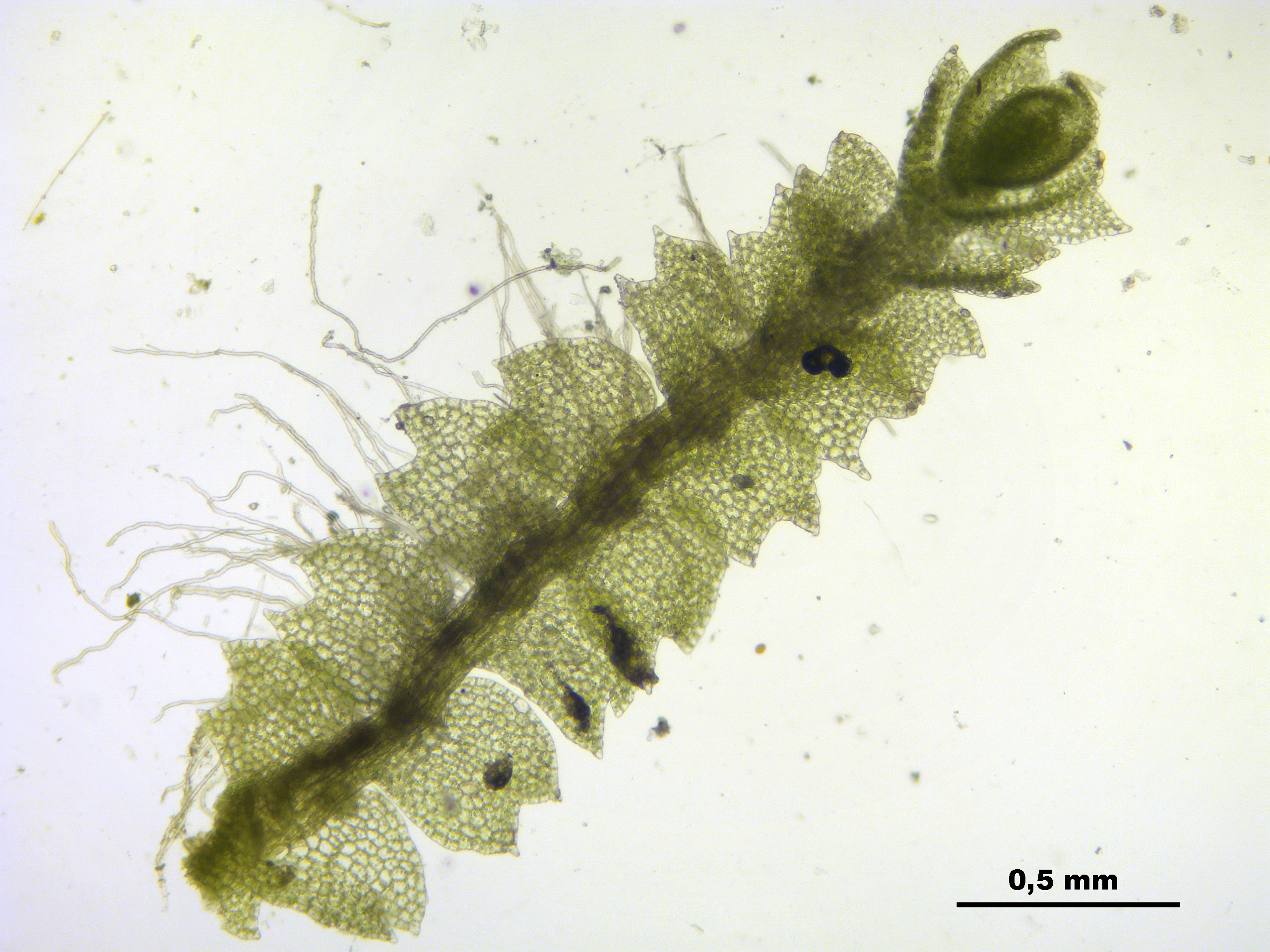
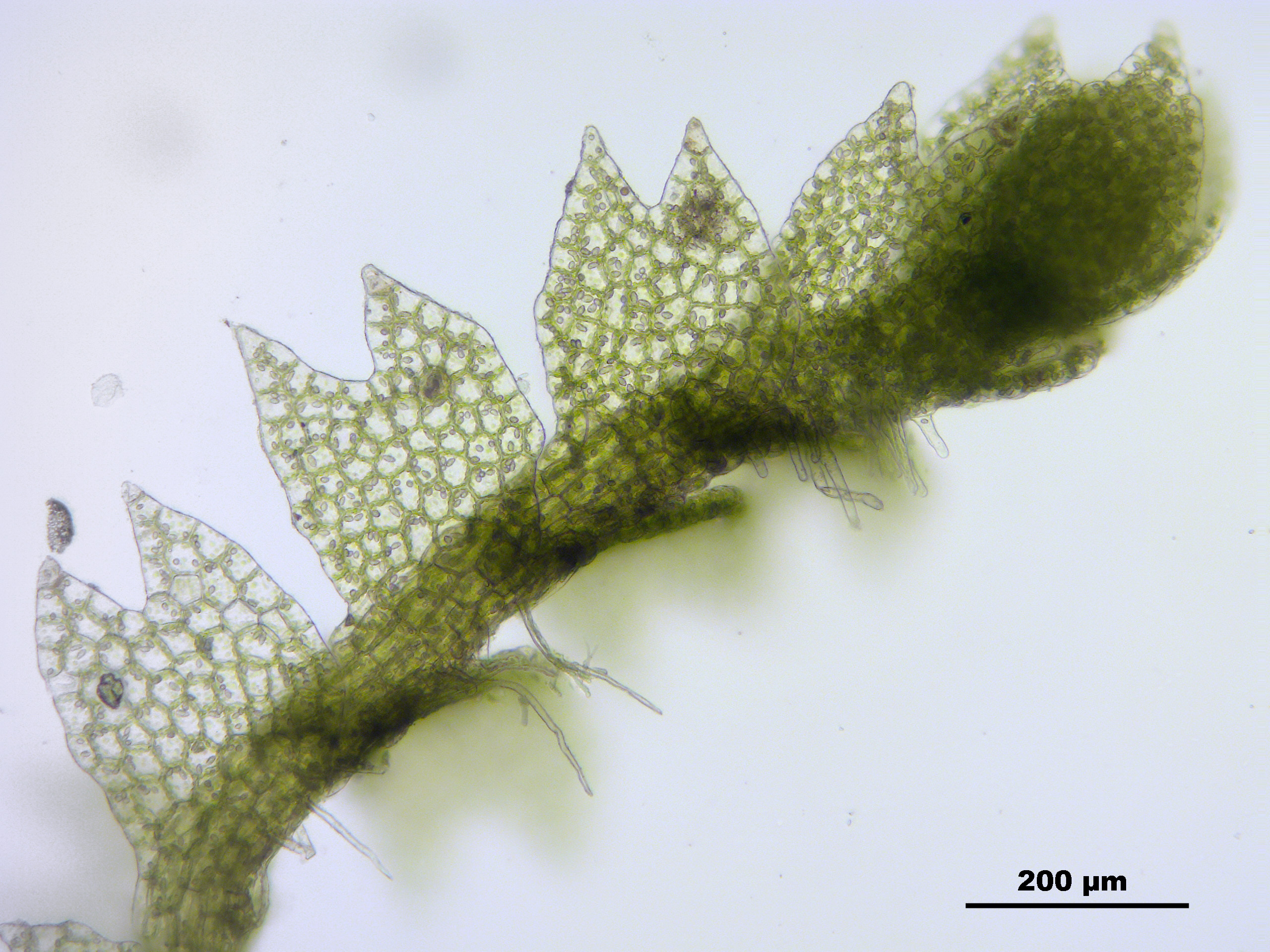
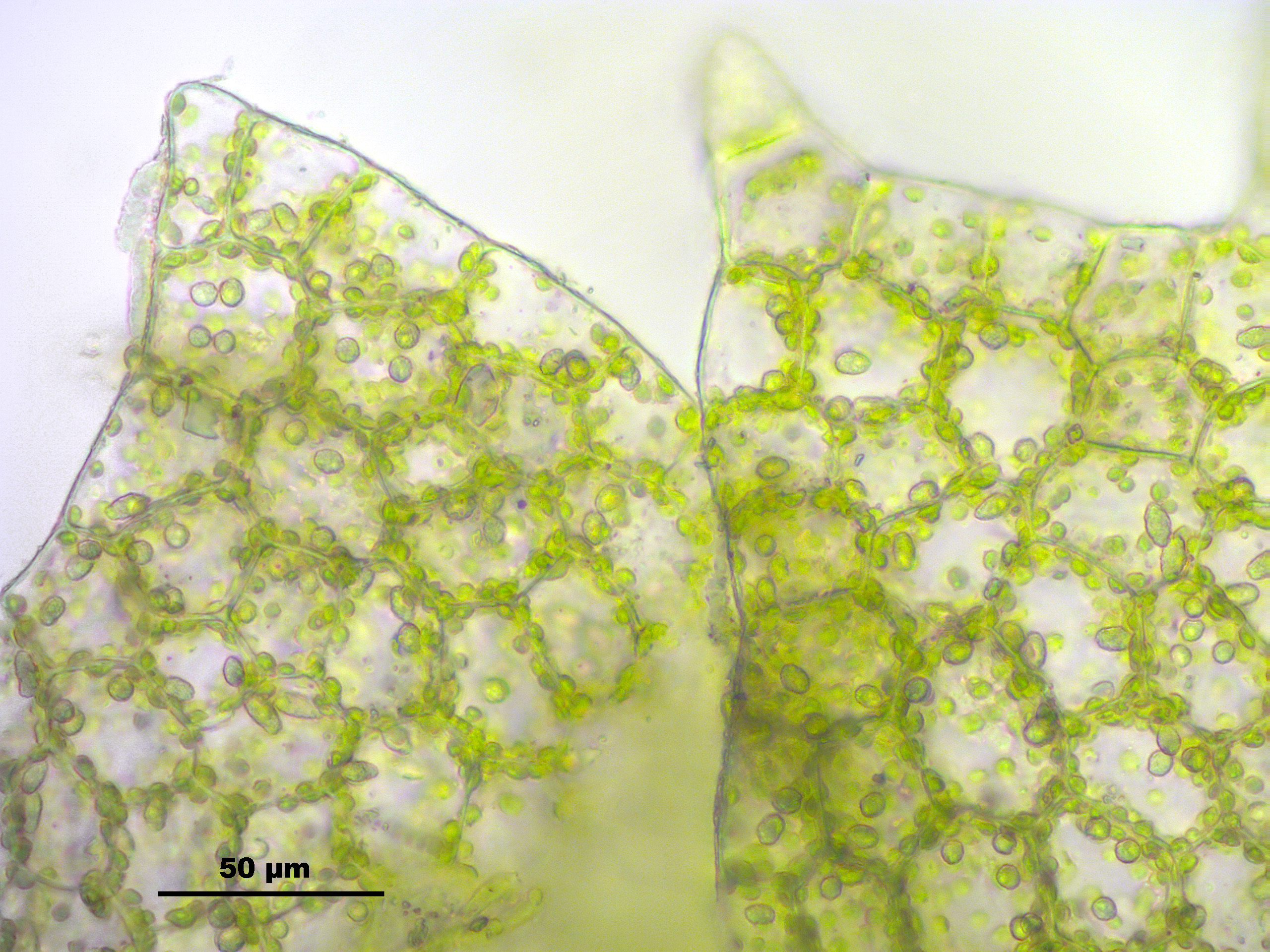
Bladcellen
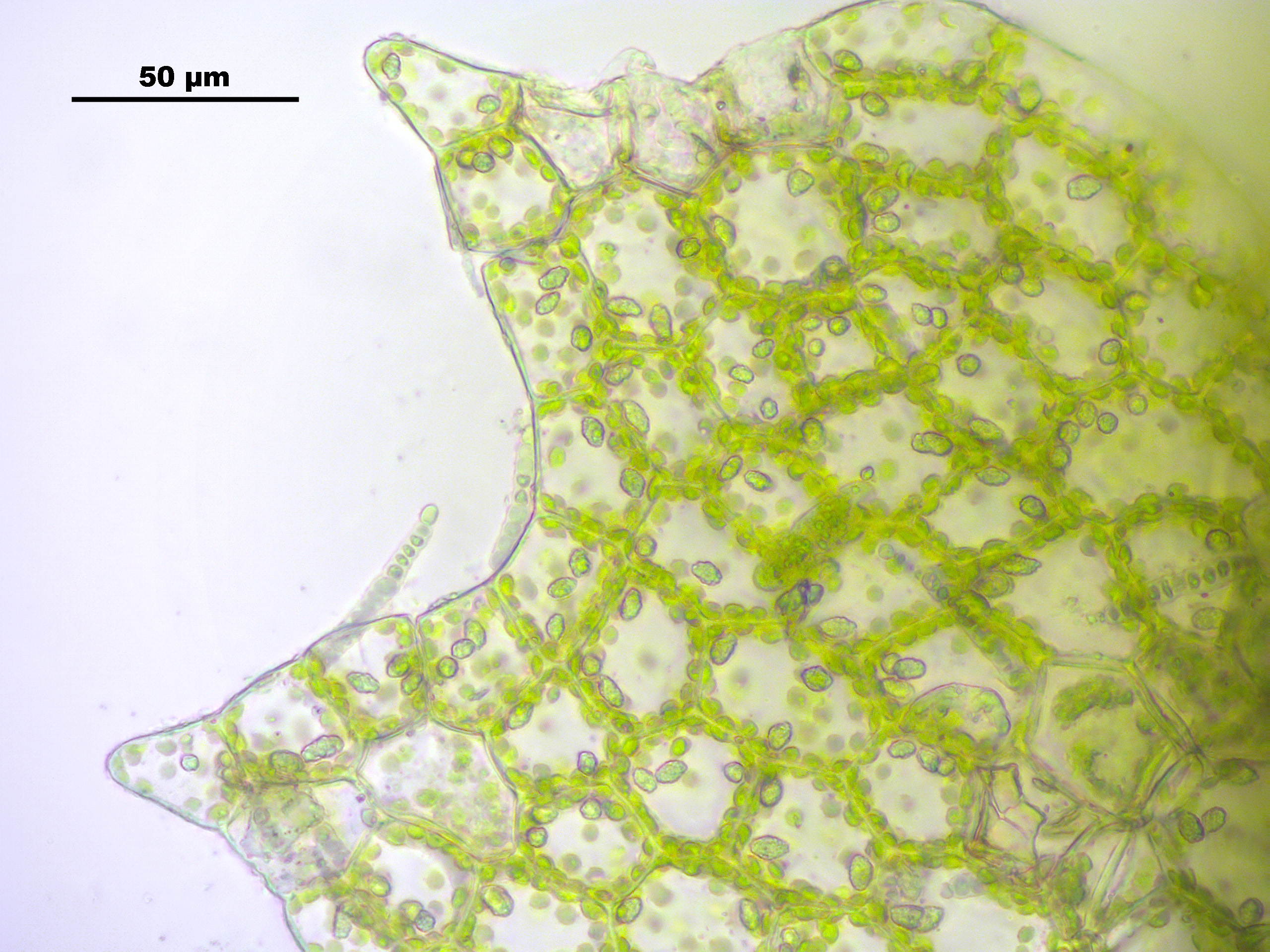
Bladcellen